# Dungus (Kunjang)
Dungus is een bestuurslaag in het regentschap Kediri van de provincie Oost-Java, Indonesië. Dungus telt 3610 inwoners (volkstelling 2010).